# الأقادمة
قرية الأقادمة هي إحدى القرى التابعة لمركز أبو تيج في محافظة أسيوط في جمهورية مصر العربية. حسب إحصاءات سنة 2006، بلغ إجمالي السكان في الأقادمة 10380 نسمة، منهم 5379 رجل و5001 امرأة.